# Hermann Boddin
Hermann (Karl Wilhelm) Bodden, född 1844, död 1907, var en tysk politiker, känd som dagens Neukölln i Berlins första borgmästare. Boddin blev församlingsföreståndare när de två orterna Deutsch-Rixdorf und Böhmisch-Rixdorf förenades till Rixdorf 1874. Under Boddins tid som föreståndare växte Rixdorf från att ha 15 000 till 90 000 i invånarantal. 1899 följde stadsrättigheterna och Boddin blev borgmästare. Bodden arbetade även för att döpa om Rixdorf till Neukölln vilket också skedde 1912.
I dagens Neukölln är en gata, plats och skola uppkallad efter honom samt tunnelbanestationen Boddinstrasse.